# Challenge Cup de Voleibol Feminino de 2019–20
O Challenge Cup de Voleibol Feminino de 2019–20 é a quadragésima edição da terceira maior competição de clubes de voleibol feminino da Europa, organizada pela CEV com duração de 5 de novembro de 2019 a 15 de abril de 2020 e contanto com 37 participantes, que se divide em tres fases: fase classificatória, fase principal e fase final.

## Formato de disputa
A fase qualificatória se necessário ocorre a primeira rodada, senão, inicia-se pela segunda rodada, com jogos eliminatórios, de ida e volta, com 8 clubes nesta fase, as 4 melhores equipes classificam para a fase principal subdividida em pré-oitavas de final contando com 32 times (incluindo as 28 equipes qualificadas), qualificando os 16 melhores vencedores para as oitavas de final, de forma análoga a quartas de final, todas com jogos de ida e volta, o mesmo ocorrendo na fase final (semifinais e final), definindo o campeão e o vice-campeão.
A classificação é determinada pelo número de partidas ganhas. Em caso de empate no número de partidas ganhas por duas ou mais equipes, sua classificação é baseada nos seguintes critérios:
- resultado de pontos (placar de 3-0 ou 3-1 garantiu três pontos para a equipe vencedora e nenhum para a equipe derrotada; já o placar de 3-2 garantiu dois pontos para a equipe vencedora e um para a perdedora);
- quociente de set (o número total de sets ganhos dividido pelo número total de sets perdidos);
- quociente de pontos (o número total de pontos marcados dividido pelo número total de pontos perdidos);
- resultados de confrontos diretos entre as equipes em questão.

A Fase de Playoffs reuniu as seis melhores equipes da fase anterior e disputaram três vagas na semifinal, com jogos de idade e volta, obdecendo os critérios de pontuação (resultado de pontos), no caso de empate, disputariam o "Golden Set".
A fase semifinal reuniu as quatro equipes classificadas e em jogo único os vencedores se enfrentaram na final e os dois perdedores disputaram o bronze.

## Equipes participantes
O sorteio dos confrontos dos 36 times participantes foi divulgado em 25 de junho de 2019 na cidade de Luxemburgo (cidade)
| Rank | País       | Número de equipes | Equipes                                                 |
| ---- | ---------- | ----------------- | ------------------------------------------------------- |
| 1    | Turquia    | 2                 | Beylikduzu Voleybol Istanbul, THY SK                    |
| 3    | Rússia     | 1                 | Yenisey Krasnoyarsk                                     |
| 4    | França     | 1                 | Béziers Volley                                          |
| 5    | Suíça      | 3                 | Kanti Schaffhausen, Volley Lugano, Sm'Aesch Pfeffingen  |
| 8    | Roménia    | 2                 | CSM Lugoj, CS Știința Bacău                             |
| 10   | Alemanha   | 1                 | Dresdner SC, Ladies in Black Aachen                     |
| 12   | Chéquia    | 2                 | Dukla Liberec, PVK Olymp Praga                          |
| 14   | Eslovênia  | 2                 | Calcit Kamnik, Spodnja Savinjska                        |
| 16   | Bulgária   | 1                 | Levski Sófia                                            |
| 17   | Finlândia  | 2                 | Pölkky Kuusamo,LP Vampula                               |
| 19   | Hungria    | 3                 | Békéscsabai RSE, Újpesti Torna Egylet, Kaposvári Női RC |
| 22   | Israel     | 1                 | Hapoel Kfar Saba                                        |
| 23   | Ucrânia    | 1                 | Prometej                                                |
| 24   | Kosovo     | 1                 | KV Drita                                                |
| 25   | Áustria    | 1                 | ASKÖ Linz-Steg                                          |
| 26   | Dinamarca  | 1                 | Holte IF                                                |
| 27   | Espanha    | 1                 | CCO 7 Palmas Gran Canaria                               |
| 28   | Grécia     | 3                 | Olympiacos Pireu, A.O.F. Porfyras, A.O. Thiras          |
| 31   | Luxemburgo | 1                 | RSR Walfer                                              |
| 32   | Eslováquia | 2                 | Slávia EU Bratislava, VTC Pezinok-Bilíkova              |
| 34   | Portugal   | 1                 | Clube Kairós Voleibol                                   |
| 35   | Letônia    | 1                 | Rīgas Volejbola Skola                                   |
| 36   | Suécia     | 1                 | Engelholms VS                                           |

## Fase classificatória
| Equipe 1             | Total      | Equipe 2          | 1.º jogo | 2.º jogo |
| -------------------- | ---------- | ----------------- | -------- | -------- |
| LP Vampula           | 3–3        | Volley Lugano     | 0–3      | 3–1      |
| LP Vampula           | Golden set | Volley Lugano     | 16       | 18       |
| THY SK               | 6–0        | Kaposvári Női RC  | 3–0      | 3–1      |
| VTC Pezinok-Bilíkova | 6–0        | Spodnja Savinjska | 3–0      | 3–0      |
| Olympiacos Pireu     | 6–0        | A.O.F. Porfyras   | 3–0      | 3–0      |

Jogos de ida
| Data  | Hora  |                     | Placar |                      | Set 1 | Set 2 | Set 3 | Set 4 | Set 5 | Total | Relatório |
| ----- | ----- | ------------------- | ------ | -------------------- | ----- | ----- | ----- | ----- | ----- | ----- | --------- |
| 5 nov | 20:00 | 'Volley Lugano'     | 3–0    | LP Vampula           | 25-16 | 25-22 | 25-23 |       |       | 75–0  | 75-61     |
| 6 nov | 18:00 | Kaposvári Női RC    | 0–3    | ' THY SK'            | 19-25 | 23-25 | 16-25 |       |       | 58–0  | 58-75     |
| 6 nov | 18:00 | 'Spodnja Savinjska' | 3–0    | VTC Pezinok-Bilíkova | 25-18 | 25-15 | 29-27 |       |       | 79–0  | 79-60     |
| 6 nov | 18:00 | A.O.F. Porfyras     | 0–3    | ' Olympiacos Pireu'  | 11-25 | 17-25 | 11-25 |       |       | 39–0  | 39-75     |

Jogos de volta
| Data   | Hora       |                      | Placar |                     | Set 1 | Set 2 | Set 3 | Set 4 | Set 5 | Total | Relatório |
| ------ | ---------- | -------------------- | ------ | ------------------- | ----- | ----- | ----- | ----- | ----- | ----- | --------- |
| 19 nov | 20:30      | 'THY SK'             | 3–1    | Kaposvári Női RC    | 23-25 | 25-9  | 25-9  | 25-21 |       | 98–0  | 98-64     |
| 20 nov | 18:00      | VTC Pezinok-Bilíkova | 0–3    | 'Spodnja Savinjska' | 22-25 | 21-25 | 25-27 |       |       | 68–0  | 77-68     |
| 20 nov | 18:30      | LP Vampula           | 3–1    | Volley Lugano       | 19-25 | 25-22 | 23-25 | 17-25 |       | 84–0  | 84-97     |
| ->     | Golden set | LP Vampula           | 0–1    | Volley Lugano       | 16-18 |       |       |       |       | 16–0  | 16-18     |
| 20 nov | 19:00      | 'Olympiacos Pireu'   | 3–0    | A.O.F. Porfyras     | 25-13 | 25-18 | 25-22 |       |       | 75–0  | 75-53     |

## Fase principal

### Pré-oitavas de final
| Equipe 1              | Total      | Equipe 2                     | 1.º jogo | 2.º jogo |
| --------------------- | ---------- | ---------------------------- | -------- | -------- |
| KV Drita              | 0–6        | A.O. Thiras                  | 0–3      | 0–3      |
| Slávia EU Bratislava  | 3–3        | Beylikduzu Voleybol Istanbul | 3–0      | 0–3      |
| Slávia EU Bratislava  | Golden set | Beylikduzu Voleybol Istanbul | 8        | 15       |
| Spodnja Savinjska     | 0–6        | ASKÖ Linz-Steg               | 1–3      | 0–3      |
| THY SK                | 6–0        | CCO 7 Palmas Gran Canaria    | 3–0      | 3–0      |
| Holte IF              | 0–6        | Kanti Schaffhausen           | 0–3      | 0–3      |
| Engelholms VS         | 0–6        | Ladies in Black Aachen       | 0–3      | 0–3      |
| Volley Lugano         | 0–6        | Pölkky Kuusamo               | 0–3      | 0–3      |
| Sm'Aesch Pfeffingen   | 6–0        | Levski Sófia                 | 3–1      | 3–0      |
| CSM Lugoj             | 4–2        | Dukla Liberec                | 3–0      | 2–3      |
| RSR Walfer            | 0–6        | Béziers Volley               | 0–3      | 0–3      |
| Dresdner SC           | 6–0        | Prometej                     | 3–0      | 3–0      |
| Rīgas Volejbola Skola | 0–6        | Békéscsabai RSE              | 1–3      | 0–3      |
| PVK Olymp Praga       | 3–3        | Calcit Kamnik                | 1–3      | 3–1      |
| PVK Olymp Praga       | Golden set | Calcit Kamnik                | 11       | 15       |
| Olympiacos Pireu      | 5–1        | Hapoel Kfar Saba             | 3–0      | 3–2      |
| Újpesti Torna Egylet  | 1–5        | Yenisey Krasnoyarsk          | 1–3      | 2–3      |
| Clube Kairós Voleibol | 0–6        | CS Știința Bacău             | 0–3      | 1–3      |

Jogos de ida
| Data   | Hora  |                        | Placar |                              | Set 1 | Set 2 | Set 3 | Set 4 | Set 5 | Total | Relatório |
| ------ | ----- | ---------------------- | ------ | ---------------------------- | ----- | ----- | ----- | ----- | ----- | ----- | --------- |
| 26 nov | 19:30 | KV Drita               | 0–3    | ' A.O. Thiras'               | 9-25  | 7-25  | 17-25 |       |       | 33–0  | 33-75     |
| 3 dez  | 16:00 | 'THY SK'               | 3–0    | CCO 7 Palmas Gran Canaria    | 25-22 | 25-21 | 25-15 |       | 75-58 | 150–0 |           |
| 3 dez  | 18:30 | Holte IF               | 0–3    | ' Kanti Schaffhausen'        | 17-25 | 18-25 | 15-25 |       |       | 50–0  | 50-75     |
| 3 dez  | 19:00 | Engelholms VS          | 0–3    | ' Ladies in Black Aachen'    | 15-25 | 20-25 | 15-25 |       |       | 50–0  | 50-75     |
| 3 dez  | 20:00 | Volley Lugano          | 0–3    | ' Pölkky Kuusamo'            | 16-25 | 15-25 | 19-25 |       |       | 50–0  | 50-75     |
| 4 dez  | 17:00 | 'Slávia EU Bratislava' | 3–0    | Beylikduzu Voleybol Istanbul | 25-20 | 25-23 | 25-21 |       |       | 75–0  | 75-64     |
| 4 dez  | 18:00 | Újpesti Torna Egylet   | 1–3    | ' Yenisey Krasnoyarsk'       | 18-25 | 22-25 | 25-22 | 23-25 |       | 88–0  | 88-97     |
| 4 dez  | 19:00 | 'CSM Lugoj'            | 3–0    | Dukla Liberec                | 28-26 | 25-20 | 25-13 |       |       | 78–0  | 78-59     |
| 4 dez  | 19:00 | 'Dresdner SC'          | 3–0    | Prometej                     | 26-24 | 25-22 | 25-13 |       |       | 76–0  | 76-59     |
| 4 dez  | 19:00 | Rīgas Volejbola Skola  | 1–3    | ' Békéscsabai RSE'           | 25-21 | 9-25  | 15-25 | 22-25 |       | 71–0  | 71-96     |
| 4 dez  | 19:00 | 'Olympiacos Pireu'     | 3–0    | Hapoel Kfar Saba             | 25-20 | 25-15 | 25-14 |       |       | 75–0  | 75-49     |
| 4 dez  | 19:30 | RSR Walfer             | 0–3    | ' Béziers Volley'            | 17-25 | 9-25  | 10-25 |       |       | 36–0  | 36-75     |
| 4 dez  | 20:00 | 'Sm'Aesch Pfeffingen'  | 3–1    | Levski Sófia                 | 25-21 | 25-21 | 26-28 | 25-15 |       | 101–0 | 101-85    |
| 4 dez  | 20:00 | 'Calcit Kamnik'        | 3–1    | PVK Olymp Praga              | 18-25 | 25-23 | 30-28 | 25-18 |       | 98–0  | 98-94     |
| 4 dez  | 20:30 | Clube Kairós Voleibol  | 0–3    | ' CS Știința Bacău'          | 22-25 | 14-25 | 14-25 |       |       | 50–0  | 50-75     |
| 5 dez  | 18:00 | Spodnja Savinjska      | 1–3    | ' ASKÖ Linz-Steg'            | 21-25 | 22-25 | 25-18 | 16-25 |       | 84–0  | 84-93     |

Jogos de volta
| Data   | Hora       |                                | Placar |                        | Set 1 | Set 2 | Set 3 | Set 4 | Set 5 | Total | Relatório |
| ------ | ---------- | ------------------------------ | ------ | ---------------------- | ----- | ----- | ----- | ----- | ----- | ----- | --------- |
| 27 nov | 19:30      | 'A.O. Thiras'                  | 3–0    | KV Drita               | 25-22 | 25-16 | 25-21 |       |       | 75–0  | 75-59     |
| 4 dez  | 16:30      | CCO 7 Palmas Gran Canaria      | 0–3    | ' THY SK'              | 22-25 | 19-25 | 15-25 |       |       | 56–0  | 56-75     |
| 17 dez | 18:00      | 'Dukla Liberec'                | 3–2    | CSM Lugoj              | 26-28 | 25-19 | 25-22 | 17-25 | 15-12 | 108–0 | 108-106   |
| 18 dez | 16:00      | 'Beylikduzu Voleybol Istanbul' | 3–0    | Slávia EU Bratislava   | 25-21 | 25-20 | 25-23 |       |       | 75–0  | 75-64     |
| ->     | Golden set | Beylikduzu Voleybol Istanbul   | 1–0    | Slávia EU Bratislava   | 15-8  | -     | -     |       |       | 15–0  | 15-8      |
| 18 dez | 16:00      | 'PVK Olymp Praga'              | 3–1    | Calcit Kamnik          | 20-25 | 25-16 | 25-20 | 25-20 |       | 95–0  | 95-81     |
| ->     | Golden set | PVK Olymp Praga                | 0–1    | Calcit Kamnik          | 11-15 | -     | -     |       |       | 11–0  | 11-15     |
| 18 dez | 17:00      | 'CS Știința Bacău'             | 3–1    | Clube Kairós Voleibol  | 27-25 | 25-15 | 15-25 | 25-16 |       | 92–0  | 92-81     |
| 19 dez | 17:00      | Levski Sófia                   | 0–3    | ' Sm'Aesch Pfeffingen' | 19-25 | 21-25 | 23-25 |       |       | 63–0  | 63-75     |
| 18 dez | 18:00      | 'Békéscsabai RSE'              | 3–0    | Rīgas Volejbola Skola  | 25-16 | 25-13 | 25-8  |       |       | 75–0  | 75-37     |
| 18 dez | 18:00      | 'ASKÖ Linz-Steg'               | 3–0    | Spodnja Savinjska      | 25-10 | 25-21 | 25-15 |       |       | 75–0  | 75-46     |
| 18 dez | 18:30      | 'Pölkky Kuusamo'               | 3–0    | Volley Lugano          | 25-22 | 25-23 | 25-18 |       |       | 75–0  | 75-63     |
| 18 dez | 19:00      | Prometej                       | 0–3    | ' Dresdner SC'         | 19-25 | 10-25 | 23-25 |       |       | 52–0  | 52-75     |
| 19 dez | 19:00      | Hapoel Kfar Saba               | 2–3    | ' Olympiacos Pireu'    | 12-25 | 18-25 | 25-15 | 25-21 | 12-15 | 92–0  | 92-101    |
| 18 dez | 19:00      | 'Yenisey Krasnoyarsk'          | 3–2    | Újpesti Torna Egylet   | 25-27 | 16-25 | 25-14 | 25-21 | 15-5  | 106–0 | 106-92    |
| 18 dez | 19:30      | 'Ladies in Black Aachen'       | 3–0    | Engelholms VS          | 25-17 | 25-15 | 25-17 |       |       | 75–0  | 75-49     |
| 18 dez | 20:00      | 'Kanti Schaffhausen'           | 3–0    | Holte IF               | 25-21 | 25-13 | 25-14 |       |       | 75–0  | 75-48     |
| 18 dez | 20:00      | 'Béziers Volley'               | 3–0    | RSR Walfer             | 25-14 | 25-14 | 25-15 |       |       | 75–0  | 75-43     |

### Oitavas de final
| Equipe 1                     | Total | Equipe 2            | 1.º jogo | 2.º jogo |
| ---------------------------- | ----- | ------------------- | -------- | -------- |
| Beylikduzu Voleybol Istanbul | 0–6   | ASKÖ Linz-Steg1     | 0–3      | 0–3      |
| THY SK                       | 6–0   | CSM Lugoj           | 3–0      | 3–0      |
| CS Știința Bacău             | 1–6   | Dresdner SC         | 0–3      | 1–3      |
| A.O. Thiras                  | 5–4   | Kanti Schaffhausen  | 2–3      | 3–1      |
| Ladies in Black Aachen       | 6–2   | Sm'Aesch Pfeffingen | 3–1      | 3–1      |
| Pölkky Kuusamo               | 2–6   | Béziers Volley      | 0–3      | 2–3      |
| Békéscsabai RSE              | 3–0   | Calcit Kamnik       | 3–0      | 3–2      |
| Olympiacos Pireu             | 6–2   | Yenisey Krasnoyarsk | 3–1      | 3–1      |

1.↑ ASKÖ Linz-Steg avançou automaticamente para as quartas de final, após retirada do Beylikduzu Voleybol Istanbul por problemas financeiros;
Jogos de ida
| Data   | Hora  |                          | Placar |                     | Set 1 | Set 2 | Set 3 | Set 4 | Set 5 | Total | Relatório |
| ------ | ----- | ------------------------ | ------ | ------------------- | ----- | ----- | ----- | ----- | ----- | ----- | --------- |
| 21 jan | 19:00 | Yenisey Krasnoyarsk      | 1–3    | ' Olympiacos Pireu' | 25-21 | 20-25 | 19-25 | 18-25 |       | 82–0  | 82-96     |
| 22 jan | 19:00 | 'Dresdner SC'            | 3–0    | CS Știința Bacău    | 25-18 | 25-11 | 25-19 |       |       | 75–0  | 75-48     |
| 22 jan | 19:00 | CSM Lugoj                | 0–3    | ' THY SK'           | 20-25 | 19-25 | 18-25 |       |       | 57–0  | 57-75     |
| 22 jan | 19:30 | 'Ladies in Black Aachen' | 3–1    | Sm'Aesch Pfeffingen | 23-25 | 25-18 | 25-23 | 25-21 |       | 98–0  | 98-87     |
| 22 jan | 20:00 | 'Kanti Schaffhausen'     | 3–2    | A.O. Thiras         | 25-15 | 17-25 | 25-23 | 19-25 | 16-14 | 102–0 | 102-102   |
| 22 jan | 20:00 | 'Béziers Volley'         | 3–0    | Pölkky Kuusamo      | 28-26 | 25-14 | 25-17 |       |       | 78–0  | 78-57     |
| 23 jan | 20:00 | Calcit Kamnik            | 0–3    | Békéscsabai RSE     | 14-25 | 19-25 | 23-25 |       |       | 56–0  | 56-75     |

Jogos de volta
| Data  | Hora  |                     | Placar |                        | Set 1 | Set 2 | Set 3 | Set 4 | Set 5 | Total | Relatório |
| ----- | ----- | ------------------- | ------ | ---------------------- | ----- | ----- | ----- | ----- | ----- | ----- | --------- |
| 4 fev | 18:00 | 'THY SK'            | 3–0    | CSM Lugoj              | -     | -     | -     |       |       | 0–0   | -         |
| 4 fev | 19:30 | 'A.O. Thiras'       | 3–1    | Kanti Schaffhausen     | -     | -     | -     |       |       | 0–0   | -         |
| 5 fev | 17:00 | CS Știința Bacău    | 1–3    | Dresdner SC            | -     | -     | -     |       |       | 0–0   | -         |
| 5 fev | 17:30 | Olympiacos Pireu    | 3–1    | Yenisey Krasnoyarsk    | -     | -     | -     |       |       | 0–0   | -         |
| 5 fev | 18:30 | Pölkky Kuusamo      | 2–3    | Béziers Volley         | -     | -     | -     |       |       | 0–0   | -         |
| 5 fev | 20:00 | Sm'Aesch Pfeffingen | 1–3    | Ladies in Black Aachen | -     | -     | -     |       |       | 0–0   | -         |
| 6 fev | 18:00 | 'Békéscsabai RSE'   | 3–2    | Calcit Kamnik          | -     | -     | -     |       |       | 0–0   | -         |

### Quartas de final
| Equipe 1               | Total      | Equipe 2         | 1.º jogo | 2.º jogo |
| ---------------------- | ---------- | ---------------- | -------- | -------- |
| THY SK                 | 6–0        | ASKÖ Linz-Steg   | 3–0      | 3–0      |
| A.O. Thiras            | 4–4        | Dresdner SC      | 3–1      | 1–3      |
| A.O. Thiras            | Golden set | Dresdner SC      | 13       | 15       |
| Ladies in Black Aachen | 0–6        | Béziers Volley   | 3–0      | 3–0      |
| Békéscsabai RSE        | 4–5        | Olympiacos Pireu | 3–1      | 2–3      |

Jogos de ida
| Data | Hora |  | Placar |  | Set 1 | Set 2 | Set 3 | Set 4 | Set 5 | Total | Relatório |
| ---- | ---- |  | ------ |  | ----- | ----- | ----- | ----- | ----- | ----- | --------- |
|      |      |  | –      |  | -     | -     | -     |       |       | 0–0   | -         |

Jogos de volta
| Data | Hora |  | Placar |  | Set 1 | Set 2 | Set 3 | Set 4 | Set 5 | Total | Relatório |
| ---- | ---- |  | ------ |  | ----- | ----- | ----- | ----- | ----- | ----- | --------- |
|      |      |  | –      |  | -     | -     | -     |       |       | 0–0   | -         |

## Fase final

### Semifinais
| Equipe 1 | Total            | Equipe 2 | 1.º jogo       | 2.º jogo |   |
| -------- | ---------------- | -------- | -------------- | -------- | - |
| –        | THY SK           | –        | Dresdner SC    |          | – |
| –        | Olympiacos Pireu | –        | Béziers Volley |          | – |

Jogos de ida
| Data | Hora |  | Placar |  | Set 1 | Set 2 | Set 3 | Set 4 | Set 5 | Total | Relatório |
| ---- | ---- |  | ------ |  | ----- | ----- | ----- | ----- | ----- | ----- | --------- |
|      |      |  | –      |  | -     | -     | -     |       |       | 0–0   | -         |

Jogos de volta
| Data | Hora |  | Placar |  | Set 1 | Set 2 | Set 3 | Set 4 | Set 5 | Total | Relatório |
| ---- | ---- |  | ------ |  | ----- | ----- | ----- | ----- | ----- | ----- | --------- |
|      |      |  | –      |  | -     | -     | -     |       |       | 0–0   | -         |

### Final
| Equipe 1 | Total | Equipe 2 | 1.º jogo | 2.º jogo |
| -------- | ----- | -------- | -------- | -------- |
|          | –     |          | –        | –        |

Jogo de ida
| Data | Hora |  | Placar |  | Set 1 | Set 2 | Set 3 | Set 4 | Set 5 | Total | Relatório |
| ---- | ---- |  | ------ |  | ----- | ----- | ----- | ----- | ----- | ----- | --------- |
|      |      |  | –      |  | -     | -     | -     |       |       | 0–0   | -         |

Jogos de volta
| Data | Hora |  | Placar |  | Set 1 | Set 2 | Set 3 | Set 4 | Set 5 | Total | Relatório |
| ---- | ---- |  | ------ |  | ----- | ----- | ----- | ----- | ----- | ----- | --------- |
|      |      |  | –      |  | -     | -     | -     |       |       | 0–0   | -         |

## Classificação final
| Posição | Equipe |
| ------- | ------ |
|         |        |
|         |        |
| 3       |        |
| 4       |        |
| 5       |        |
|         |        |
|         |        |
|         |        |
| 9       |        |
|         |        |
|         |        |
|         |        |
| 13      |        |
|         |        |
|         |        |
|         |        |
|         |        |
|         |        |
|         |        |
|         |        |
|         |        |
|         |        |
|         |        |
|         |        |
| 33      |        |
|         |        |
|         |        |
|         |        |

| Challenge Cup de 2019–20      |
| ----------------------------- |
| A definir Campeão (?º título) |